# Ucon
Ucon is een plaats (city) in de Amerikaanse staat Idaho, en valt bestuurlijk gezien onder Bonneville County.

## Demografie
Bij de volkstelling in 2000 werd het aantal inwoners vastgesteld op 943.
In 2006 is het aantal inwoners door het United States Census Bureau geschat op 1066, een stijging van 123 (13,0%).

## Geografie
Volgens het United States Census Bureau beslaat de plaats een oppervlakte van
2,0 km², geheel bestaande uit land. Ucon ligt op ongeveer 1450 m boven zeeniveau.

## Plaatsen in de nabije omgeving
De onderstaande figuur toont nabijgelegen plaatsen in een straal van 16 km rond Ucon.